# Waalse Pijl 1945
De negende editie van de Belgische wielerwedstrijd de Waalse Pijl werd gehouden op zondag 3 juni 1945. Het parcours had een lengte van 213 kilometer. In deze eerste naoorlogse editie verschenen zestig renners aan de start in Bergen. 27 coureurs, allen uit België, bereikten de eindstreep in Charleroi. Marcel Kint won na zijn zeges in 1943 en 1944 de Waalse klassieker voor de derde keer op rij.

## Koersverloop
De koers toonde gelijkenis met de vorige editie. Het parcours was vrijwel onveranderd en opnieuw maakte een kopgroep van Belgische renners de dienst uit. De coureurs hadden dit jaar wel hinder van de straffe wind die veel stof op het parcours veroorzaakte. In 1944 telde de kopgroep nog vier renners, ditmaal waren het er vijf met opnieuw Marcel Kint en Briek Schotte in een hoofdrol. 
Het vijftal maakte zich op negentig kilometer voor het einde los uit het peloton. Enkele ontsnappingspogingen waren niet succesvol, waardoor de wedstrijd op een eindsprint uitdraaide. Kint toonde zich het snelste. Hij klopte op de streep de nummer twee Lucien Vlaemynck en zijn ploeggenoot André Maelbrancke, de Belgisch kampioen van 1942, die derde werd. Briek Schotte, een jaar eerder nog tweede, finishte als vierde voor de vrij onbekende ploegloze Vital Sneyders.
| Waalse Pijl 1945 |                   |                    |          |
| Plaats           | Naam              | Ploeg              | Tijd     |
| Winnaar          | Marcel Kint       | Mercier-Hutchinson | 6u12'07" |
| 2                | Lucien Vlaemynck  | Alcyon-Dunlop      | z.t.     |
| 3                | André Maelbrancke | Mercier-Hutchinson | z.t.     |
| 4                | Briek Schotte     | Alcyon-Dunlop      | z.t.     |
| 5                | Vital Sneyders    | individueel        | z.t.     |
| 6                | Richard Depoorter | Helyett            | + 2'41"  |
| 7                | Albert Sercu      | Dilecta-Wolber     | + 4'07"  |
| 8                | Sylvain Grysolle  | individueel        | z.t.     |
| 9                | Henri Renders     | Mercier-Hutchinson | z.t.     |
| 10               | Jules Lowie       | Mercier-Hutchinson | z.t.     |

1936 · 1937 · 1938 · 1939 · 1940 · 1941 · 1942 · 1943 · 1944 · 1945 · 1946 · 1947 · 1948 · 1949 · 1950 · 1951 · 1952 · 1953 · 1954 · 1955 · 1956 · 1957 · 1958 · 1959 · 1960 · 1961 · 1962 · 1963 · 1964 · 1965 · 1966 · 1967 · 1968 · 1969 · 1970 · 1971 · 1972 · 1973 · 1974 · 1975 · 1976 · 1977 · 1978 · 1979 · 1980 · 1981 · 1982 · 1983 · 1984 · 1985 · 1986 · 1987 · 1988 · 1989 · 1990 · 1991 · 1992 · 1993 · 1994 · 1995 · 1996 · 1997 · 1998 · 1999 · 2000 · 2001 · 2002 · 2003 · 2004 · 2005 · 2006 · 2007 · 2008 · 2009 · 2010 · 2011 · 2012 · 2013 · 2014 · 2015 · 2016 · 2017 · 2018 · 2019 · 2020 · 2021 · 2022 · 2023 · 2024 · 2025 · 2026
Lijst van beklimmingen